# Henri Darras
Pour les articles homonymes, voir Darras.
Henri Darras, né le 13 mars 1919 à Ronchamp (Haute-Saône) et mort le 2 juillet 1981 à Voreppe (Isère), est un résistant et homme politique français.
Membre de la SFIO puis du Parti socialiste, il est élu conseiller général de Liévin en 1945, désigné maire de Liévin en 1952 puis élu député du Pas-de-Calais en 1958, trois postes où il est réélu sans discontinuer jusqu'à son décès en 1981.

## Biographie
Fils d'un mineur, il poursuit des études primaires qui le conduisent jusqu'au brevet supérieur. Il est ensuite professeur de cours complémentaire.

### Carrière politique
Engagé en politique dès l'âge de quinze ans, quand il entre dans les jeunesses socialistes, il participe à la résistance au sein du réseau Libération-Nord, et obtient la croix du combattant volontaire de la Résistance après la guerre.
Élu conseiller général du Pas-de-Calais sous l'étiquette de la SFIO lors des élections cantonales de 1945, il siège à l'assemblée départementale jusqu'à sa mort en en étant vice-président de 1945 à 1949 et de 1970 à 1979, puis président de 1979 à 1981. Adjoint au maire de Liévin en 1947, il en devient le maire en 1952. Plusieurs fois candidat aux législatives, en position non-éligible, sur les listes de la SFIO, il entre au cabinet de Bernard Chochoy en 1956 lorsque celui-ci est nommé secrétaire d'État à la reconstruction et au logement dans le gouvernement Mollet.
Pendant toute cette période, il fait partie des soutiens à Guy Mollet, à la fois secrétaire général de la SFIO et homme fort du parti dans le département. Lors des élections législatives de 1958, il est élu député dans la 12e circonscription du Pas-de-Calais, où il est par la suite constamment réélu jusqu'à son décès.

## Mort
Il meurt brutalement d'une crise cardiaque pendant le congrès de la fédération des HLM, à Grenoble, quelques jours après son ultime réélection à l'assemblée nationale lors des législatives de 1981.

## Postérité
Plusieurs rues (à Éleu-dit-Leauwette, Lens et Loison-sous-Lens) ainsi qu'un square (à Angoulême) sont nommés d'après Henri Darras. Le lycée général de Liévin, où il fut maire de 1952 à 1981, porte également son nom.
Son fils cadet, Jérôme Darras, est successivement directeur de cabinet de Daniel Percheron, maire adjoint de Liévin et candidat malheureux du Parti socialiste aux élections législatives de 2022 dans la 12e circonscription du Pas-de-Calais (celle-là même où Henri Darras fut constamment élu et réélu député de 1958 à 1981).

## Décoration
- Croix du combattant volontaire de la Résistance